# Johan Bernhard Carlson
Johan Bernhard Carlson, född 13 juli 1860 i Värmdö socken, Stockholms län, död natten 12–13 mars 1922 i Linköping, var en svensk ingenjör. 
Carlson blev 1884 elev vid Kungliga Tekniska högskolan, varifrån han utexaminerades 1888. Han var anställd vid järnvägsarbeten i Nordamerika 1879–1882, vid Statens järnvägsbyggnader i Norrland 1888, vid järnvägsarbeten i Sydamerika 1889–1892 och vid Gävle stads nya gasverksbyggnad 1893, hamningenjör samt föreståndare för vatten- och gasverken i Karlstad 1894–1900 och stadsingenjör i Linköpings stad från 1901. Han var kontrollant vid Sveriges riksbanks nybyggnad i Linköping 1901. 
Carlson dömdes i november 1914 av Linköpings rådhusrätt till att under sex månader mista tjänsten som stadsingenjör och 450 kronor i böter för vårdslöshet och försumlighet i tjänsten.